# Систем цивилне одбране Републике Србије
Готово у свим земљама света цивилна одбрана се сматра саставним делом одбране, којим се предвиђа спровођење комплекса мера војно-политичког и привредног карактера. Теоретски и практично је обликована као компонента одбране и третира се као подручје одбрамбеног деловања. Професор Р. Ц. Јовић у својим студијама изводи закључак да у читавом свету одбрану земље и народа обезбеђују два система: систем војне одбране који се припрема за вођење одбрамбеног рата у случају агресије на државну територију и њен интегритет од стране спољног агресора, и систем цивилне одбране који се организује, припрема и делује у рату и свим кризним и ванредним ситуацијама у миру на заштити, безбедности и одбрани цивилног становништва, привреде, материјалних и културних добара и у заштити животне средине.
У Војном лексикону цивилна одбрана се дефинише као организована активност цивилног становништва ради смањења учинка непријатељског дејства из ваздушног простора, са земље и мора, и одржавања или обнављања битних уређаја и служби неопходних за живот народа и одржавање његових ратних напора. У неким земљама се стапа са одбраном и добија војни карактер. Под цивилном одбраном Сукјењик подразумева свеукупност превентивних и спасилачких акција чији је циљ отклањање последица разарања у областима ратних операција и смањење губитака цивилног становништва, који се углавном јављају као последица ваздушних напада на територију зараћених држава. Осим тога, цивилна одбрана је одговорна за организацију и извођење ефикасних акција спасавања за време елементарних непогода и катастрофа у време мира. Иако се цивилна одбрана у разним државама интерпретира на различите начине, сви програми цивилне одбране значе одбрану цивила и њихове имовине насупрот одбрани оружаних снага и војних објеката.
У оквиру међународног права одређење цивилне одбране преузето је из одређења цивилне заштите допунским протоколима из Женевске конвенције и дефинише се као вршење неких или свих хуманитарних активности са циљем да се цивилно становништво заштити од опасности од непријатељства или несреће и да му се помогне да савлада њихово непосредно дејство, као и да му се обезбеде услови потребни за његов опстанак.
Ипак, појам цивилне одбране треба разграничити од појма цивилне заштите и сходно томе, др Лука Кастратовић, систем цивилне одбране дефинише као скуп мера и активности које перманентно спроводе цивилне структуре друштва у условима нарушеног функционисања државе и њених институција у рату и миру (елементарним непогодама, природним и техничко-технолошким катастрофама и акцидентима). Да би се правилно схватио, систем цивилне одбране се мора посматрати као систем који има и техничке и политичке компоненте.

## Историјски развој система цивилне одбране у Републици Србији

### Систем цивилне одбране у Србији између два светска рата
Пораст опасности угрожавања људи и материјалних добара у 20. веку и стање и развој цивилне одбране у свету утицао је и на развој цивилне одбране у нашој земљи. Почетак функционисања цивилне одбране у Југославији везан је за 1932. годину, када је Министарство војске и морнарице Краљевине Југославије издало Опште упутство за рад у циљу одбране земље у случају непријатељског напада из ваздуха. Настанак цивилне одбране у савременом смислу везан је за развој авијације, која је дејством из ваздушног простора стварала могућност брзог преношења борбених дејстава ван фронта и наношење великих људских и материјалних губитака по целој територији државе.
Пре Другог светског рата Влада Краљевине Југославије издала је Уредбу о заштити од ваздушних напада 1939. године, и Уредбу о команди територијалне ваздушне одбране 1940. године. Уредбом из 1939. године утврђено је организационо устројство територијалне ваздушне одбране и формиран Средишњи одбор при инспекцији земаљске одбране, као централно руководеће тело. Средишни одбор су чинили представници министарстава која су била заинтересована за ову проблематику, а имао је пододборе за санитетску, хемијску и техничку службу, за евакуацију и за пропаганду. У бановинама су формирани бановски одбори, којима је руководио бан, а подручјем Београда Управа града. У састав Команде територијалне ваздушне одбране, према Уредби из јануара 1940. године, ушла је Команда противавионске одбране и Дирекција за пасивну заштиту.
Приликом немачког напада, априла 1941. године, планиране мере заштите нису дошле до изражаја, а за време рата, на окупираној територији становништво је било без организоване заштите. На ослобођеним територијама формирани су збегови, у којима је склањано становништво и болнице за лечење рањених и оболелих, посебно у подручјима захваћених епидемијама.

### Систем цивилне одбране у Србији после Другог светског рата

#### Систем цивилне одбране у Федеративној Народној Републици Југославији
Први национални закони о цивилној одбрани, са програмима мера које се односе на читаву земљу, донети су у свету тек 1948. године. У Федеративној Народној Републици Југославији 1948. године донета је Уредба о организацији и деловању Одељења за противваздушну заштиту. Одељење је образовано при Државном министарству унутрашњих послова. Противваздушна заштита била је првенствено организована за заштиту људи, материјалних и културних добара од оружаног дејства из ваздушног простора. Организација и функционисање цивилне заштите тек су разрађени Законом о народној одбрани из 1955. године, али као део народне одбране. Иако је била део народне одбране и организована углавном за ратне потребе, цивилна заштита прерасла је у Службу цивилне заштите и преузела задатке заштите и спасавања људи и материјалних добара од елементарних непогода и катастрофа.
Чланом 47 Закона регулисано је учешће држављана Федеративне Народне Републике Југославије у служби цивилне заштите као извршавања мера наређених у циљу цивилне заштите као дужност. Регулисано је да обавези служења у цивилној заштити подлежу способни држављани оба пола почев од навршених шеснаест година живота.
Службу цивилне заштите организује и њоме руководи народни одбор среза преко органа унутрашњих послова, а под непосредним руководством и надзором Државног секретаријата за унутрашње послове Народне Републике. Опште руковођење и општи надзор на територији земље вршио је савезни Државни секретаријат за унутрашње послове.
У овом периоду законодавство, у оквиру своје регулативе, има само цивилну заштиту као састави део одбране. Све до 1961. године, организацијско-формацијска структура Министарства одбране није предвиђала посебан орган који би се бавио пословима цивилне одбране. Тек је 1961. године у формацији Државног секретаријата за послове народне одбране уведен помоћник државног секретара за цивилни сектор, који је, између осталог, имао задатак координације послова цивилне заштите. У овом периоду цивилна одбрана првенствено је функционисала за потребе народне одбране, а постепено је преузимала задатке заштите и спасавања људи и материјалних добара од елементарних непогода и катастрофа.

#### Систем цивилне одбране у Социјалистичкој Федеративној Републици Југославији
У Социјалистичкој Федеративној Републици Југославији цивилна одбрана се развијала у складу са Уставом из 1963. и 1974. године, Законима о народној одбрани из 1969. и 1974. године и Законом о општенародној одбрани из 1984. године.
Устав из 1963. године по први пут, у посебној глави о народној одбрани, третира питање цивилне одбране где истиче да су за организацију цивилне одбране земље, предвојничке обуке и уопште за припреме и организовање цивилне заштите земље одговорне федерација, република, општина и друге друштвено-политичке заједнице. На јачање цивилне одбране, знатно је утицало увођење помоћника савезног секретара за цивилну одбрану у формацији Савезног секретаријата за послове народне одбране 1964. године.
У сектору за цивилну одбрану Савезног секретаријата за послове народне одбране, формирани су следећи органи: Управа за цивилну одбрану, Управа за цивилну заштиту, Одељење за студије и опште послове и Одељење за обуку, агитацију и пропаганду. Формирањем органа цивилног сектора, Савезни секретаријат је био организационо и кадровски ојачан и оспособљен за регулисање питања цивилне одбране.
Пречишћеним текстом Закона о Народној одбрани 1965. године регулисана је обавеза служења у цивилној одбрани, заштита и спасавање становништва и материјалних добара, образовање јединица цивилне заштите, мере заштите и спасавања, обука за одбрану и заштиту и употреба јединица цивилне заштите у борби против елементарних непогода. Закон је усклађен са концепцијом општенародне одбране, која је усвојена 1968. године.
На основу Закона о народној одбрани (1969), Савезни секретаријат за народну одбрану одредио је оријентациони наставни предмет Прва помоћ и заштита за основне школе, наставни предмет Одбрана и заштита за средње школе и научно-наставну област Основе општенародне одбране за више школе и факултете. Реализација програма започета је школске 1970/71. године.
Уставом из 1974. године се истиче да су оружане снаге јединствене, да их чине Југословенска народна армија и Територијална одбрана. Проширена су овлашћења република и покрајина, тако да је територијална одбрана била у надлежности република и покрајина, а цивилна заштита је из сектора за цивилну одбрану пренета у надлежност територијалне одбране. У складу са Уставом (1974) као елемент цивилне заштите уведена је самозаштита која обухвата мере и поступке за непосредну личну заштиту и узајамну колективну заштиту грађана и радних људи у стамбеним зградама, организацијама удруженог рада и другим организацијама и државним органима. У спровођењу самозаштите грађани и радни људи су дужни да се узајамно помажу.
Законом о општенародној одбрани из 1982. године утврђено је да је цивилна заштита најмасовнији облик организовања, припремања и учешћа у заштити и спасавању људи и материјалних добара од ратних разарања, елементарних и других несрећа и других опасности у миру и рату, а организује се и спроводи као део општенародне одбране и друштвене самозаштите. Овим законом уведена је и лична и узајамна заштита која обухвата мере и поступке за непосредну личну и узајамну заштиту.

#### Систем цивилне одбране у Савезној Републици Југославији
У Савезној Републици Југославији цивилна обрана се развијала у складу са Уставом од 1992. године и Законом о одбрани из 1993. године. За разлику од претходне подруштвљене концепције одбране, према овом закону, одбрана се организује и развија искључиво као државна функција. Раније законодавство у оквиру своје регулативе, имало је само цивилну заштиту, а Закон о одбрани из 1993. године, поред одредаба о цивилној заштити, садржи и одредбе о цивилној одбрани.
Одредбе о цивилној одбрани и заштити систематизоване су у два поглавља: осматрање и обавештавање и заштита цивилног становништва. Заштита цивилног становништва, поред општих одредби, рашчлањена је у три целине: јединице цивилне заштите, јединице цивилне одбране и евакуација. Јединице цивилне заштите попуњавају се лицима која подлежу обавези ангажовања у цивилној заштити и добровољцима. Јединице цивилне одбране образовале су се одлуком Савезног министарства за одбрану, од грађана који не подлежу војној обавези или нису укључени у одређене облике заштите, за време ратног и ванредног стања и у случају непосредне ратне опасности.
Мере заштите и спасавања цивилног становништва и материјалних и других добара регулисане су Уредбом о организовању и оспособљавању јединица цивилне заштите и о мерама заштите и спасавања цивилног становништва и материјалних добара. Према Уредби, мере заштите и спасавања обухватају: узбуњивање, евакуацију, склањање, замрачивање, прву медицинску помоћ, заштиту од пожара, откривање и означавање опасних зона, радиолошко-хемијско-биолошку заштиту, асанацију, очување добара битних за опстанак и друге мере зависно од врсте опасности која може угрозити становништво и материјална добра.
До 1994. године, систем цивилне одбране располагао је са широком мрежом центара за обуку кадрова, који су омогућавали квалитетну и стручну обуку кадрова свих нивоа. Исте године (1994) сви центри за обуку су предати у надлежност Министарства унутрашњих послова. У надлежности Министарства одбране остали су само делови Савезног центра, који практично није имао нарочиту функцију, а постепено је укинут.
Године 1999. у Сектору за цивилну одбрану формирана је Управа за мобилизацију и попуну, а подручни органи у републикама прерасли су у Управе за одбрану у оквиру истоименог министарства. Управа за мобилизацију, организацију и попуну води радну и материјалну обавезу за потребе свих субјеката одбране у земљи, а војна обавеза је у надлежности Генералштаба Војске Југославије.

#### Систем цивилне одбране Државне заједнице Србија и Црна Гора
Државна заједница Србија и Црна Гора конституисана је после усвајања Уставне повеље од стране Народне скупштине републике Србије, скупштине Црне Горе и Савезне скупштине СР Југославије 14. марта 2002. и функционисала је, као прелазно решење, до референдума у Црној Гори 21. маја 2006, када се Црна Гора одвојила од Србије.
Цивилна одбрана Државне заједница Србија и Црна Гора била је саставни део система одбране, чијим деловањем је предвиђено остваривање претпоставки за успешно превазилажење различитих врста кризних ситуација у мирнодопским и ратним условима. Основна мисија цивилне одбране требало је да обезбеди неопходне претпоставке за планирање, опремање и стабилно функционисање одбране Србије и Црне Горе, као и заштиту и спасавање становништва и материјалних добара у условима природних, техничко-технолошких и других несрећа. Међутим, област цивилне одбране није, како је најављено, реформисана и унапређивана, већ су поједине делатности смањене, а поједине организационе структуре постепено укидане, што се негативно одразило на заштиту становништва и материјалних добара.
То се конкретно потврдило у катастрофалној поплави у Средњобанатском округу, априла 2005. године. Поплављена су бројна села, посебно Јаша Томић у општини Сечањ, изливањем реке Тамиш, после наглог топљења снега на планинама суседне Румуније. Јавност је била затечена, како су медији извештавали, чињеницом да нико није пратио и проценио опасност од поплаве због топљења снега, нити је било снага да реагују. Такође се прећутно прешло преко чињенице да то није имао ко да уради, јер су, реорганизацијом Министарства одбране, почетком 2005. године, у овим општинама укинута одељења и одсеци цивилне одбране, запослени добили отказе, јединице цивилне одбране расформиране, а складишта опреме затворена.
У доктринарним документима, цивилна одбрана није нашла одговарајуће место. Стратегија одбране Србије и Црне Горе само у једној реченици помиње да постоје ризици и претње безбедности са мањом или већом вероватноћом испољавања и препознавања, као што су природне непогоде, индустријске несреће и епидемије. Одлуком Савета министара 2005. године, цивилна одбрана пребачена је у надлежност република чланица.

## Начела организовања система цивилне одбране Републике Србије
Да би систем цивилне одбране био савремен, на нивоу реалних потреба и могућности друштва, његова организација треба да се заснива на одређеним начелима специфичним за ову врсту организовања. Од многобројних начела организовања и припремања система цивилне одбране неопходно је обезбедити уважавање следећих:
1. Начело превенције је општеприхваћено у цивилној одбрани, а изражава се у развоју и примени превентивних мера у циљу смањења ризика од опасности или (уколико се не може спречити) умањења последица.
2. Масовност као начело подразумева планско ангажовање свих људских и техничких средстава на задацима цивилне одбране и заштите. Ово начело инсистира да целокупно становништво треба да буде обучено, припремљено и укључено у систем заштите и спасавања, првенствено у оквиру личне и узајамне заштите грађана.
3. Правовремено припремање система цивилне одбране у миру. Ово начело подразумева организовање и припремање система цивилне одбране правовремено, што значи још у миру, односно пре настанка опасности. Спровођењем одговарајућих превентивних мера и поступака, свестраном применом људских и материјалних ресурса, стварају се неопходни услови за брзо и ефикасно ступање у акције заштите и спасавања у условима ванредних ситуација.
4. Максимална заступљеност "колективних обавезника цивилне заштите". Под појмом колективног обавезника цивилне заштите подразумевају се сва она предузећа, организације, службе и установе које обављају делатности значајне за заштиту и спасавање људи, материјалних добара и животне средине. Доследном применом овог начела користе се већ постојећа средства и стручни кадрови тих предузећа, организација, служби и установа.
5. Јединственост и целовитост система. Битан предуслов за успешно извршавање задатака цивилне одбране у ванредним ситуацијама јесте да се при организовању, припремању и спровођењу система цивилне одбране, структурално и функционално, мора деловати јединствено и целовито. Тиме се постиже усклађено функционисање и међусобно допуњавање свих елемената система цивилне одбране.
6. Мобилност као начело захтева присуство снага и средстава у свим срединама у којима може бити угрожено становништво, материјална добра и животна средина.
7. Аутономност као начело огледа се у способности система цивилне одбране да, димензионираним снагама и средствима, на одређеном простору, самостално и у целини изврши задатке заштите и спасавања у плански предвиђеном обиму и року.
8. Начело хуманости се огледа у хуманом и солидарном деловању цивилне одбране у свим условима и духу међународних конвенција.

## Основни принципи на којима почива систем цивилне одбране Републике Србије
Србија има потребу да трајно развија систем цивилне одбране свесна његовог значаја и нужности да ставови увек буду усаглашени са војнополитичким положајем, међународним приликама, изазовима и ризицима, развојем и физиономијом савременог рата и сопственим унутрашњим приликама, потребама и могућностима. Основни принципи на којима треба да почива развој система цивилне одбране у савременим условима у одбрамбеном систему Србије су:
1. Принцип међународноправне усаглашеност. Систем организације цивилне одбране, његово функционисање и реализација задатака цивилне одбране, мора се одвијати уз потпуно поштовање свих одредби међународног ратног, а посебно Кодекса међународног хуманитарног права.
2. Принцип отворености система је неопходан принцип у систему цивилне одбране и подразумева могућност успостављања међусавезничких односа, у складу са општим начелима Повеље Уједињених нација, као и проценом надлежних државних органа о целисходности таквог поступка у конкретним условима. Савезнички односи битни су посебно за област превенције, односно за праћење и процењивање савремених опасности које прете угрожавању људи, добара и животне средине.
3. Принцип општости у складу са савременим токовима развоја друштва изражава неопходност да буде у потпуности прихватљива, довољно широка и усмеравајућа основа целокупне политике државе и њеног одбрамбеног система.
4. Принцип савремености система цивилне одбране је логички захтев који произилази из потребе да се одговори физиономији савременог рата чије се разорна дејства убрзано повећавају под утицајем модерне технике и технологије. Експанзија у развоју модерне технике и технологије повећала је изворе разних опасности које су све више претња човечанству у свакодневном животу, у миру.
5. Принцип аутентичности сваког система цивилне одбране, па и нашег, проистиче из околности да мора да одговара на конкретне околности, изазове, ризике и опасности које су карактеристичне за Србију, наравно уз уважавање међународних стандарда и коришћење одговарајућих искустава других народа и земаља.
6. Принцип научне заснованости подразумева неопходност да су сва решења у систему цивилне одбране заснована на научним истраживањима и објективно потврђена у пракси.
7. Принцип транспарентности цивилне одбране произилази из потребе да систем цивилне одбране буде логичан, прихватљив и јасан свим субјектима система одбране, свим грађанима, а посебно најодговорнијим државним и другим структурама.
8. Принцип синхронизованости система цивилне одбране подразумева да су доктринарни ставови, решења и активности усклађени, да нема контрадикторности, да су решења сагласна у поставкама и у пракси.
9. Принцип организованости цивилне одбране подразумева потребу да сви људски и материјални потенцијали којима располаже Србија буду континуирано организовани у зависности од улоге која им је намењена одговарајућим плановима.
10. Принцип правне уређености цивилне одбране је и неминовност и обавеза, као једна од битних претпоставки њеног функционисања и успешности. Ради се о активностима које се убрајају у категорију најважнијих друштвених и државних задатака који се неминовно обављају у складу са доктрином, стратегијом, политиком и плановима одбране.
11. Принцип свеобухватности система цивилне одбране је логичан захтев у опредељењу Србије да се у одбрани и заштити ангажују сви људски и материјални потенцијали.
12. Принцип динамичности цивилне одбране одражава стање и неопходност да се процене, планови и одговарајућа решења морају остваривати под утицајем перманентних промена стања у свим областима које су за цивилну одбрану релевантне.
13. Принцип етичности цивилне одбране изражава трајно опредељење Србије да учествује само у активностима којима се поштују принципи хуманости, моралне оправданости и правичности, уз поштовање одредби међународног права.

## Функције система цивилне одбране Републике Србије
Како би се дефинисали место и улога цивилне одбране, неопходно је уважавати околности да велике силе које поседују најмоћније оружје избегавају, и да ће избегавати, конвенционалне облике вођења рата. Савремене армије су бројно мање, али су увођењем савремених система наоружања и опреме повећале борбене могућности и створиле услове за дејства са дистанце, без преласка граница копненим снагама. Дејством са дистанце, без непосредног ангажовања на ратишту, постижу се одговарајући ратни, политички и други циљеви. Овим дејствима наносе се губици у људству и разарања по целој територији земље, при чему су најугроженији становништво, материјална добра и животна средина. Стога је све већи значај невојних потенцијала, тј. цивилног сектора и цивилне одбране.
Ове околности упућују на конципирање цивилне одбране као саставног дела одбране земље, а функције модела цивилне одбране на одговарајуће организовање и оспособљавање потенцијала земље за ангажовање у складу са природом опасности које могу угрозити земљу. То је трајна потреба односа према окружењу, при чему је неопходно уважавати и развијати одговарајуће функције система цивилне одбране, а првенствено то су:
- Планска функција
- Одбрамбена функција
- Заштитна функција
- Хуманитарна функција

### Планска функција
Планирање је управљачка функција којом се врши одабирање циљева и која обезбеђује реализацију политике, програма, поступака и метода за њихово остваривање. Планирање у систему цивилне одбране подразумева перманентно и свеобухватно процењивање и сагледавање укупних потреба земље. Оно обухвата и процењивање расположивих људских и материјалних могућности, за задовољавање потреба живота и рада у миру, рату и у условима природних и других катастрофа.
Планирање је сложен процес који претпоставља планирање, односно предвиђање будућих стања и сврху постојања цивилне одбране. У складу са праксом и теоријом истраживања система цивилне одбране, у свету и код нас, процес планирања цивилне одбране обухвата претпоставке планирања, планске акције, реализацију и контролу планирања.
Претпоставке планирања подразумевају анализу ширег окружења, спољашњих и унутрашњих чинилаца, што је основа за доктринарна и стратешка опредељења у конципирању и развијању система цивилне одбране. Претпоставке планирања система цивилне одбране Србије обухватају извршене анализе и предвиђање даљег развоја система цивилне одбране на нивоу Србије, одређених региона, округа и локалне самоуправе - општина.
Планске акције се заснивају на основним врстама планирања: стратегијском, оперативном, функционалном и на појединим елементима планирања. Функционално планирање у систему цивилне одбране је посебно значајно јер омогућава да цивилна одбрана на нивоу одређене локалне самоуправе може да функционише самостално, а уједно да буде део система шире структуре.
Резултат процеса планирања је план, званичан документ о предвиђеном стању организације и акцијама којима се достиже то стање. План садржи квалитет и квантитет активности, а начелно има следеће елементе: циљеве; активности за остваривање циљева; ресурсе неопходне за остваривање циљева; и усмеравање активности људских потенцијала на извршењу плана и организацијска задужења.
Реализација и контрола планирања обухвата:
1. Организацију људских и материјалних потенцијала за реализацију утврђених циљева;
2. Контролу и усмеравање у току реализације задатака.

### Одбрамбена функција
Одбрамбена функција система цивилне одбране стратешки је важан сегмент система одбране Србије и обухвата све активности којима се задовољавају потребе Војске Србије, Министарства унутрашњих послова, грађана, државних органа, привредних и других организација и заједница, као и посебно организованих снага цивилне одбране. Војна компонента и цивилна одбрана су део једне целине, одбрамбеног система земље како по својој намени, тако и по циљу и функцији.
Војска је фактор одвраћања од оружане интервенције и снага способна за оружану борбу, а цивилна одбрана представља снагу која обезбеђује потребе војске (војне силе), као и заштиту и функционисање свих државних и локалних институција. Обухвата све државне и друштвене делатности, све људске и материјалне потенцијале и њихове вредности од значаја за одбрану државе. Без оваквих активности, војска не може остварити своју функцију. Земља се брани целином својих снага, а зависи од њене укупне моћи да адекватно одговори на све могуће изазове и ризике.
Најзначајнији послови и обавезе од значаја за одбрамбену функцију цивилне одбране су следећи:
1. Оспособљавање и припремање снага цивилне одбране;
2. Непрекидно осматрање, обавештавање и јављање, и одржавање веза;
3. Активности на развијању родољубља и подршке снагама одбране;
4. Реализација задатака везаних за носиоце радне обавезе;
5. Одржавање јавног реда и сигурности у местима становања;
6. Асанација терена;
7. Учешће у логистичком обезбеђењу потреба оружаних снага;
8. Пружање помоћи оружаним снагама у изградњи фортификацијских и других објеката;
9. Учешће у обављању послова производње и других активности, у складу са планом одбране.

### Заштитна функција
Систем цивилне одбране све више добија на значају у миру и рату, где посебно до изражаја долази њена заштитна функција. У амбијенту савременог рата где се ангажују сва човекова подручја живота и рада, и где средства масовног уништења наносе директне и индиректне последице, наметнула се потреба већег организовања и ангажовања становништва на заштити материјалних и културних добара и животне средине како од ратних разарања, тако и од природних, техничко-технолошких и других катастрофа у миру и рату.
Развојем и успешним функционисањем заштитне функције система цивилне одбране, односно њеног подсистема цивилне заштите стварају се реални услови за смањење људских и материјалних губитака и правовремену помоћ људима. Посебно је значајно стварање услова за функционисање друштвеног и економског система у ратним условима, као основних елемената организације живота и рада у сложеним ратним условима у пружања свих облика отпора агресору. Тежиште развоја у привреди је на оне гране које обезбеђују логистичке потребе војске и потребе становништва за заштиту, спасавање и преживљавање.
Функција заштите треба да олакша вођење оружане борбе и сачува људе и материјална добра као њене најважније факторе. Зато као значајна функција одбрамбеног система треба да се развија и прожима све сфере друштвеног живота.
У најзначајније послове заштитне функције цивилне одбране убрајају се: припрема, оспособљавање и опремање становништва за спровођење мера заштите и спасавања; организовање, опремање и обучавање снага цивилне одбране за спровођење мера заштите и спасавања; припремање и стварање услова за предузимање мера заштите и спасавања; ангажовање научних институција на истраживањима која доприносе развоју заштитне функције система цивилне одбране; дипломатске активности у одбрани интереса државе; међународна сарадња у заштити интереса државе; непрекидно осматрање, обавештавање и јављање; непрекидно одржавање веза; ангажовање грађана на спровођењу активности из домена личне и колективне заштите; правовремено ангажовање снага и средстава намењених заштити и спасавању; збрињавање угроженог становништва; здравствена и ветеринарска активност; заштита животиња, пољопривредних усева, шума и вода.

### Хуманитарна функција
Хуманитарни карактер система цивилне одбране прожима све њене делатности и функције. Хуманитарни карактер произилази из циљева одбрамбеног система државе који поред одбране Србије даје активан допринос очувању мира, развијању повољног безбедносног окружења, као и развијању и унапређивању партнерских односа са одговарајућим институцијама система колективне безбедности и заједничке одбране у свету и земљама непосредно у окружењу.
Систем цивилне одбране конципиран је уз пуно уважавање међународних правних норми, а посебно Женевских конвенција о заштити жртава рата из 1949. године и допунских Протокола (I и II) из 1977. године. Он није уперен против неког народа или државе, већ је искључиво усмерен на заштиту и спасавање људи, материјалних и културних добара и заштиту животне средине. Усмерен је на ублажавање последица ратних разарања и природних непогода, техничко-технолошких удеса и других угрожавања и опасности ширих размера.
У значајне послове хуманитарне функције цивилне одбране убрајају се: дипломатска активност у одбрани интереса државе и борби за очување мира у свету, спречавању и ширењу ратних сукоба; међународна сарадња од интереса за Србију са свим хуманитарним организацијама; збрињавање становништва; старање о породицама којима је помоћ потребна; производња за потребе цивилног становништва и дистрибуција хране и других неопходних артикала; учешће у добровољним радним активностима од општег значаја; учешће у санирању последица несрећа и катастрофа; прихват и збрињавање настрадалих војника, и ангажовање на другим пословима хуманитарног карактера.
У систему цивилне одбране, на хуманитарним пословима, треба се се ангажују сви људски и материјални потенцијали државе, у зависности од потреба и могућности, с тежњом да сви грађани буду заштићени од свих врста опасности. То захтева континуирано развијање одбрамбене функције и јачање међународне позиције земље.

## Структура и организација цивилне одбране у Републици Србији
Крајем осамдесетих и почетком деведесетих година 20. века наступа нова епоха у међународним односима. Крај Хладног рата, као и нестанак блоковске поделе света означио је почетак епохе у којој се међународна заједница суочава са новим друштвеним процесима, и појавом нових безбедносних изазова, ризика и претњи које углавном долазе од недржавних субјеката, при чему угрожавања превазилазе опасности које су до сада познате. Цивилна одбрана која је до краја Хладног рата била структурисана и организована за деловање у случају оружане агресије, проширује концепт безбедности и постаје подједнако усмерена како на заштиту и одбрану у рату, тако и у миру.
Данас, систем цивилне одбране Републике Србије конституисан је као део одбрамбеног система одбране Србије који обухвата све органе, организације, службе, снаге и средства цивилне одбране. У Закону о одбрани ,,цивилна одбрана је део јединственог система одбране, организован ради успешног функционисања државних органа, органа аутономних покрајина и јединица локалне самоуправе, привредних друштава и других правних лица, заштите и спасавања и обезбеђивања услова за живот и рад грађана и задовољење потреба снага одбране у ванредном и ратном стању".
Уједно, систем цивилне одбране чини јединствену целину која има два основна елемента, а то су организација и акција. Организацијску структуру система цивилне одбране опредељују активности које је неопходно спровести у заштити, одбрани и спашавању грађана, материјалних и културних добара и заштите животне средине у случајевима ратних и мирнодопских опасности. Адекватна организацијска структура пресудно утиче на ефикасност система цивилне одбране.
Структуру система цивилне одбране чине његови елементи и подсистеми који су груписани у оквиру цивилне одбране, а представљају део расположивих људских, материјалних и других потенцијала, који се ангажују за потребе цивилне одбране. Основни подсистеми који чине систем цивилне одбране су:
1. Цивилна заштита
2. Служба осматрања и обавештавања
3. Заштита животне средине
4. Привредна заштита
5. Психолошко – пропагандна заштита.

### Елементи система цивилне одбране
Планско усмеравање система цивилне одбране према захтевима које налажу одбрамбене потребе Републике Србије омогућава велики број елемената повезаних у једну целину. Елементи система цивилне одбране су:
1. Одбрамбене мере
2. Снаге одбране
3. Послови одбране
4. Субјекти одбране.

У циљу отклања и спречавања последица опасности у ратним условима, природних непогода, техничко-технолошких несрећа и катастрофа, неопходно је предузети следеће мере:
- Узбуњивање
- Евакуација
- Склањање
- Замрачивање
- Прва помоћ
- Заштита од пожара
- Откривање и означавање опасних зона
- Заштита од поплава
- Очување добара битних за опстанак
- Асанација
- Мере за одржавање реда и безбедности
- Друге мере зависно од врста опасности које могу угрозити грађане.

### Организација система цивилне одбране
Организациона структура цивилне одбране прати њено територијално устројство, односно развијена је према административно-територијалној подели државног организовања. Системом цивилне одбране Републике Србије руководи Влада Србије, односно министар одбране. Стручни органи новог модела цивилне одбране Србије су:
Управа за цивилну одбрану у Министарству одбране:
1. Центар за цивилну одбрану
2. Одељења за цивилну одбрану
3. Одсеци за цивилну одбрану.

Управа за цивилну одбрану је надлежна за:
1. Оперативно-планске послове цивилне одбране
2. Планирање и организовање припрема цивилне одбране
3. Нормативноправне послове
4. Планирање припрема државних органа и организација
5. Систем осматрања и обавештавања.
6. Систем цивилне заштите
7. Мобилизацију снага цивилне одбране
8. Радну и материјалну обавезу
9. Припрему субјеката цивилне одбране
10. Кадровске послове
11. Телекомуникацију и криптозаштиту
12. Међународну сарадњу у области цивилне одбране
13. Информатичку подршку и административне послове.

### Субјекти система цивилне одбране
У складу са законима и одговарајућим правним актима субјекти система цивилне одбране су носиоци одређених послова у оквиру јединствено организованог система цивилне одбране.
Субјекти система цивилне одбране су:
1. Органи и организације државне управе
2. Органи и организације локалне самоуправе
3. Јавна предузећа, привредна друштва, предузетници и друга правна лица
4. Организације и институције јавних служби или делатности
5. Друштвене и друге организације
6. Грађани.

## Снаге и средства система цивилне одбране Републике Србије
Како би се оствариле функције система цивилне одбране за све активности, неопходно је дефинисати адекватно организоване и опремљене снаге система цивилне одбране, при чему степен организованости опремљености снага зависи пре свега од стратегијског опредељења и политике одбране земље, затим процене о ратним и мирнодопским опасностима, унутрашње и економске стабилности, као и материјалне могућности друштва.
У ширем смислу снаге система цивилне одбране чине:
1. Грађани
2. Државни органи и организације на нивоу РС
3. Органи локалне самоуправе
4. Привредна и јавна предузећа
5. Установе јавних служби
6. Друге друштвене и остале организације.

Снаге цивилне одбране у ужем смислу:
1. Штабови цивилне одбране се формирају да би руководили акцијама цивилне одбране, на заштити, одбрани и спасавању становништва, материјалних и културних добара и заштите животне средине, у рату и миру, у случају елементарних непогода, већих техничко-технолошких катастрофа и других опасности. Утврђују организацијску структуру јединица, штабова јединица и других јединица цивилне одбране, израду планова, обучавање и оспособљавање јединица, штабова јединица и других органа цивилне одбране и грађана. Именовање руководиоца и чланова штабова цивилне одбране врши Влада Србије на предлог надлежних органа округа и општина.
2. Јединице цивилне одбране врше заштиту цивилног становништва и њихове имовине, обезбеђење објеката у општој употреби, као и добара и објеката који служе цивилној намени. Јединицама цивилне одбране командују државни органи надлежни за послове цивилне одбране. Јединице цивилне одбране се организују као здружени састави, за које се формирају, а могу да се организују и као одељења, водови и чете.
3. Јединице цивилне заштите формирају се за заштиту и спасавање људи иматеријалних и културних добара и животне средине од ратних разарања, елементарних и других опасности. Јединице цивилне заштите образују се на територијалном принципу за целу територију Србије, за територију општина и градова. Организују се као здружени састави јединица опште намене и специјализоване јединице цивилне заштите.
4. Јединице везе су неопходне ради непрекидног функционисања система цивилне одбране.
5. Центри за обавештавање се образују у циљу правовременог откривања свих врста опасности и адекватног организовања заштите грађана, материјалних и културних добара и животне средине. За територију Србије образује се јединствени центар за обавештавање, као и центри округа и општина.
6. Јединице службе осматрања и обавештавања поседују осматрачке станице које се организују на читавој државној територији тако да обезбеде благовремено откривање свих врста опасности.[7]

### Средства система цивилне одбране
Како би систем цивилне одбране адекватно одговорио на све опасности неопходно је опремати снаге цивилне одбране савременим средствима која омогућавају њихово квалитетно обучавање и оспособљавање и ефикасно функционисање. Снаге одбране опремају се са материјално-техничким средствима и другом опремом одговарајућих привредних, услужних и других организација, средствима и опремом у својини грађана и специфичним средствима и опремом. Од наоружања, само јединице цивилне одбране имају лако наоружање неопходно за самоодбрану и заштиту цивилног становништва и њихове имовине, обезбеђење објеката у општој намени и добара објеката који служе цивилној намени.
Зависно од намене, снаге цивилне одбране опремају се следећим средствима:
Средства за атомско-хемијско-биолошку одбрану:
- Средства за атомско-хемијско-биолошку заштиту
- Средства за атомско-хемијско-биолошку контролу.

Инжењеријска средства:
- Комплети за проналажење неексплодираних убојних средстава
- Комплети за уништавање неексплодираних убојних средстава
- Чамци
- Дизалице
- Компресори итд.

Санитетска материјална средства:
- Средства за привремене здравствене саставе
- Санитетски комплети стерилних завоја
- Санитетски комплети за санитетска возила итд.

Материјално-техничка средства за специјализоване јединице:
- Геофони
- Уређаји за детекцију дубоко затрпаних
- Опрема за спасавање из рушевина, на води, под водом
- Планинарска опрема
- Чамци за спасавање
- Преносне барокоморе итд.

Летачка опрема и средства:
- Авиони за гашење пожара из ваздуха
- Хеликоптери
- Ватрогасна опрема
- Противпожарни комплети.

Интендантска материјална средства:
- Комплети за припремање хране
- Филтери за воду
- Шатори за смештај људи итд.

Информатичка средства и опрема
Мото-техничка средства:
- Аутомобили путнички и аутобуси
- Аутомобили теренски
- Аутомобили теретни
- Теретна возила са дизалицом
- Вучни возови
- Аутоприколице
- Аутоцистерне
- Комплети за пуњење акумулатора итд.

Техничко-материјална средства везе:
- Радио-релејни уређаји и системи
- Радио уређаји и системи
- Телефонски уређаји и системи
- Телепринтерски уређаји и системи.[7]

## Циљеви и задаци система цивилне одбране Републике Србије

### Циљеви система цивилне одбране
Циљеви цивилне одбране су истовремено и део циљева система одбране земље. Трајни циљеви система цивилне одбране засновани су на основним вредностима, интересима и одбрамбеној политици, а то су:
1. Одбрана територијалног интегритета и целовитости Србије
2. Заштита суверенитета и независности Србије
3. Заштита националних вредности и интереса Србије
4. Заштита грађана, материјалних, културних и других добара.

Основни и трајни циљеви цивилне одбране су:
1. Сачувати у што је већој мери могуће људе, материјална и културна добра и животну средину од свих облика угрожавања, у миру и рату
2. Обезбеђење најповољнијих услова субјектима одбране за одбрану, борбу и отпор у случају ратних дејстава
3. Стварање најповољнијих услова за одбрану и заштиту од природних и техничко-технолошких катастрофа и других глобалних опасности
4. Обезбеђивање повољних услова за ефикасно отклањање последица од свих угрожености и глобалних опасности
5. Превентивно деловање на смањењу и неутралисању извора угрожености и опасности, а посебно на смањењу ризика од рата и очувању мира.

### Задаци система цивилне одбране
Циљеви система цивилне одбране се остварују кроз опште и посебне задатке.
Општи задаци су:
1. Изградња система цивилне одбране способног да одговори на све војне и невојне изворе угрожавања људи, материјалних добара и животне средине у миру и рату
2. Ефикасно управљање системом цивилне одбране
3. Стабилно функционисање система цивилне одбране
4. Сарадња на међународном плану, у складу са политиком одбране РС.

Посебни задаци су:
1. Непрекидно праћење и процењивање извора опасности
2. Превентивно деловање и супротстављање безбедносним изазовима, ризицима и претњама
3. Припрема свих структура друштва за одбрану
4. Обезбеђење информационе и комуникационе структуре
5. Организација мреже осматрања, јављања и обавештавања
6. Обавештавање, упозоравање и узбуњивање становништва
7. Одбрана, заштита и спасавање људи, материјалних добара и животне средине
8. Обука и одбрамбено оспособљавање субјеката цивилне одбране
9. Усклађивање и организација информационе и комуникационе инфраструктуре за потребе војске и државних органа
10. Материјално обезбеђење снага одбране
11. Сарадња са друштвеним организацијама, савезима и удружењима од значаја за одбрану
12. Међународна сарадња на пољу цивилне одбране
13. Координација и сарадња са институцијама од значаја за цивилну одбрану.

Извршавањем задатака цивилне одбране обезбеђује се континуирана оспособљеност и мобилност снага цивилне одбране, правовремено преузимање адекватних мера одбране и заштите, успешност у спасавању људи, материјалних добара и животне средине и отклањање последица од ратних дејстава и природних непогода и катастрофа.

## Мисије система цивилне одбране Републике Србије
Основна мисија цивилне одбране је да обезбеди неопходне претпоставке за уређење, опремање, планирање и стабилно функционисање одбране, заштиту и спасавање становништва и материјалних добара и олакшавање преживљавања становништва у условима природних, техничко-технолошких и других несрећа већих размера, те за подршку војсци у свим условима њеног оперативног деловања.
Мисије система цивилне одбране су:
1. Опстанак државе и стварање услова за ефикасно функционисање политичког, економског и сваког другог система
2. Пружање подршке оружаним снагама и другим субјектима система одбране
3. Управљање у кризама
4. Заштита и спасавање становништва, као и отклањање последица ратних разарања и других цивилних ванредних ситуација.[19]

## Даљи развој система цивилне одбране Републике Србије
Савремени извори угрожавања људи, материјалних добара и животне средине, и без ратних опасности, намећу неопходност развијања и усавршавања ефикасности система цивилне одбране. Ратне опасности само повећавају потребу развијања система цивилне одбране. Сведоци смо да се свет, готово свакодневно, суочава и са ратним и са мирнодопским изворима угрожавања са људским жртвама и великом материјалном штетом.
Тренутни модел цивилне одбране, као подсистем одбрамбеног система земље, је целовит, свеобухватан и заокружен систем који омогућава ефикасну заштиту, одбрану и спасавање људи, материјалних добара и животне средине у миру и рату. Он омогућава непрекидно праћење и процењивање извора опасности у реалном времену и простору, као основне претпоставке и услове за адекватно планирање неопходних мера, снага и средстава и њихово правилно усмеравање.
Поред опасности, он се одликује еластичношћу и перспективом да се прилагоди тренутној ситуацији, да аутоматски реагује на опасности и да преноси тежиште активности са једног на друго угрожено подручје.
Актуелни модел цивилне одбране је аутономан, обезбеђује сталну оспособљеност, ослања се на сопствене снаге и капацитете. Без великих улагања и напрезања државе, може се, у ходу, дограђивати и усавршавати, зависно од ситуације, потреба и могућности. Он пружа оптималну могућност да у даљем развоју рационално усклађује потребе земље с постојећим људским и материјалним потенцијалима.
Објективне околности повећања опасности и ризика неминовно ће утицати на даљи развој и усавршавање система цивилне одбране. Неопходно је стално праћење и процењивање опасности из научноистраживачке активности. Што су процене реалније, а превентивне мере благовремене, последице дејстава ће бити мање, а друштво стабилније, и обратно. У том смислу, правци даљег развоја система цивилне одбране би били:
1. Целовита реформа система цивилне одбране
2. Изградња савременог и стабилног система цивилне одбране који ће обезбедити одбрану, заштиту и спасавање људи, материјалних добара и животне средине у мирнодопским и у ратним условима
3. Прилагођавање организације и функционисања система цивилне одбране према реалним могућностима земље
4. Прилагођавање система цивилне одбране у складу са новим изазовима и савременим искуствима и
5. Учешће у међународним активностима на пољу развоја и јачања система цивилне одбране, у оквиру Повеље ОУН.[7]